# Wałentyn Dementjew
Wałentyn Wasylowycz Dementjew, ukr. Валентин Васильович Дементьєв, ros. Валентин Васильевич Дементьев, Walentin Wasiljewicz Diemientjew (ur. 28 kwietnia 1943, Ukraińska SRR) – ukraiński trener piłkarski.

## Kariera trenerska
Karierę szkoleniowca rozpoczął w 1983. Do 1984 pracował na stanowisku dyrektora technicznego Torpeda Łuck. W latach 1985–1986 prowadził Dnipro Czerkasy, kiedy klub spadł do rozgrywek amatorskich. Od 1990 do 1991 pomagał trenować czerkaski klub. Od września do końca 1996 kierował pierwszoligowym klubem Krystał Czortków.